# Гамазов, Матвей Авелевич
Матвей Авелевич Гамазов (в некоторых источниках Матвей Авелевич Гамзадян; Матевос Абелович Гамазянц; Матевос Абелович Гамзадян; 1812—1893) — тайный советник, дипломат, ориенталист, переводчик, управляющий Учебным отделением восточных языков при Азиатском департаменте МИД Российской империи.

## Биография
Матвей Гамазов родился в 1812 году. В 1825 году он поступил в инженерное училище, где получил специальное образование, а в 1829 году был переведен в офицерские классы. После нескольких лет службы по специальности он вновь сел за школьную скамью для изучения арабского, персидского, турецкого и новогреческого языков.
В 1831–1835 годах служил на Кавказе офицером в инженерно-саперном подразделении. В 1832 году в Тифлисе Гамазов принимал участие в любительской постановке пьесы Александра Грибоедова «Горе от ума» в доме князя Романа Ивановича Багратиона. 
Помимо этого он был постоянным участником литературных кружков 1860-х годов. В 1886 году опубликовал рецензию на турецкий перевод «Горе от ума» Мехмед Мурада.
В 1839 году Гамазов вторично окончил курс специального заведения.
По окончании учёбы М. А. Гамазов был направлен в русскую миссию в Константинополе, в 1842 году был назначен драгоманом в Александрию, в 1848 году состоял секретарем и переводчиком при комиссии по разграничению персидско-турецкой территории, а в 1854 году был назначен генеральным консулом в Гиляне.
В 1856 году Матвей Авелевич Гамазов был переведён в город Санкт-Петербург для работы в Министерстве иностранных дел Российской империи.
В 1857 году являлся посредником министерства иностранных дел с английской комиссией, прибывшей в Петербург для составления пограничной карты Персии и Турции, и переводил на английский язык все персидские и турецкие названия.
В 1864 году Гамазов был произведён в действительные статские советники, в 1867 году награждён орденом Святого Станислава 1-й степени, а в 1871 году — орденом Святой Анны 1-й степени.
В 1865 году Матвей Авелевич Гамазов был избран в члены Совета Лазаревского института восточных языков города Москвы.
В 1872 году он был назначен управляющим учебным отделением восточных языков при российском министерстве иностранных дел.
Матвей Авелевич Гамазов умер 7 мая 1893 года в Санкт-Петербурге и был погребён на Смоленском армянском кладбище.
Составил «Военно-технический русско-французско-персидско-турецкий словарь».